# Länsväg Z 675

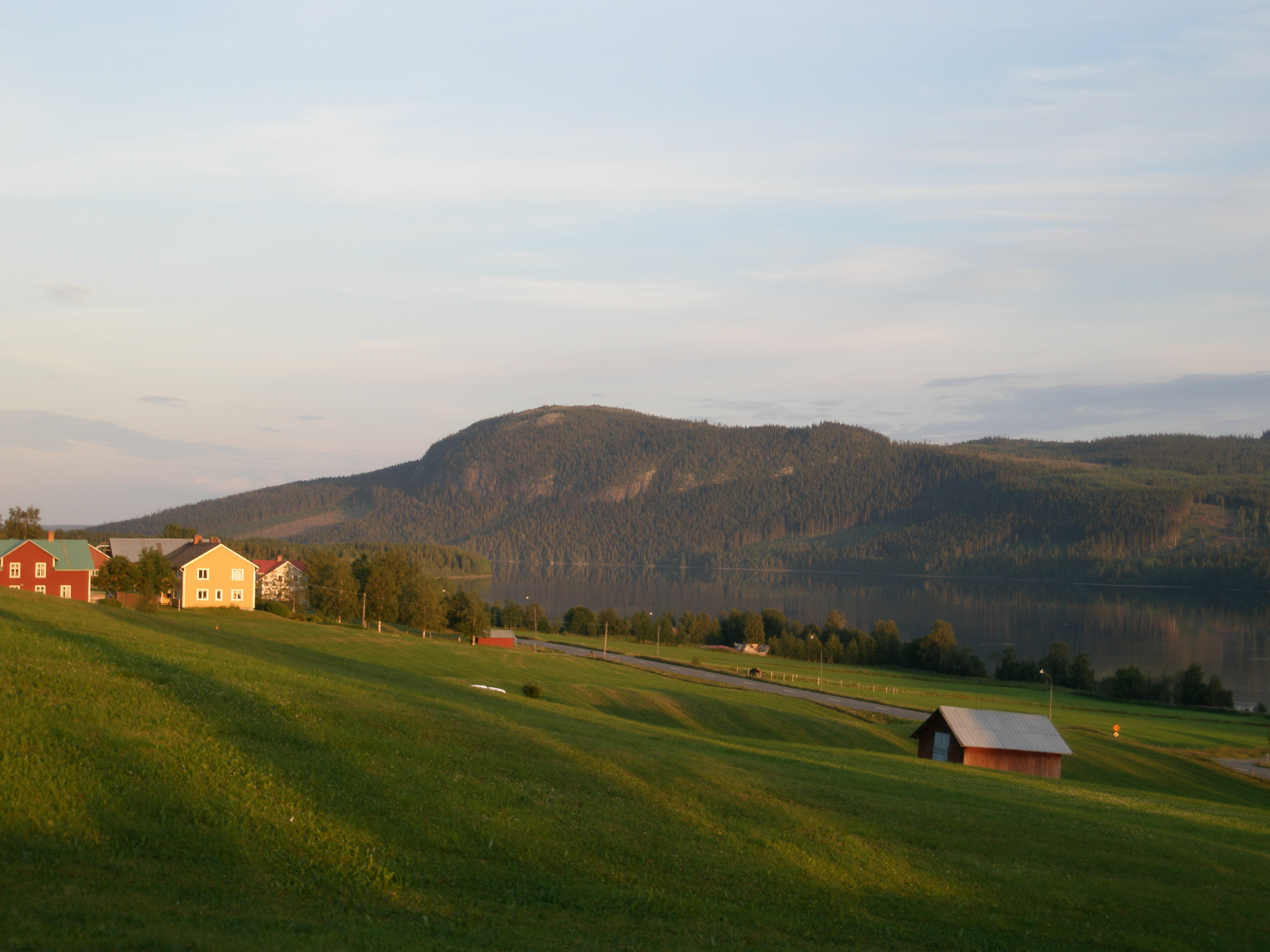
Väg 675 går bland annat längs Hällsjön genom Kaxås

Länsväg Z 675 går från Valne i Alsens distrikt till Frankrike i Offerdals distrikt, Krokoms kommun, Jämtlands län. Länsvägen ansluter i Änge till länsväg 677 mot Tulleråsen. Väg 675 passerar bland annat Änge, Ede, Kaxås, Valla och Rönnöfors. I Kaxås ansluter den till länsväg Z 671 mot Bleckåsen. 